# عبد الرحمان بن فرحات باي
عبد الرحمان بن فرحات باي هو باي قسنطينة وحاكم بايلك الشرق ضمن أيالة الجزائر في العهد العثماني. حكم مدة خلال سنة 1709 ليخلفه فيما بعد حسين دنجزلي باي.